# Доцимология
Доцимологията е специализирана област на педагогиката и психологията, която се фокусира върху систематичното изучаване, анализ и подобряване на процесите на оценяване и тестване в образованието. Като научна дисциплина, тя се стреми да гарантира, че методите за оценяване са не само точни и справедливи, но и подходящи за измерване на представянето, знанията и уменията на учениците.

## Етимология
Терминът „доцимология“ има гръцки произход – „докиме“ – изпитание, изпит; „докимозо“ – изпитвам, „докимастикос“ – който е годен да изпитва, изпитващ. Терминът се използва във всички държави в Европа, с изключение на Великобритания. Доцимологията се определя като наука, която изяснява системата и формите на изпитите и изпитването, начините за оценяване на знанията, проявите на субективизъм на изпитващия при оценяването, а също и възможностите, които могат да осигурят по-голяма обективност на оценката.

## История
Доцимологията е разработена във Франция през 30-те години на 20. век. За основател на доцимологията най-често е посочван френският психолог и педагог Анри Пиерон (1881 – 1964).

## Принципи
Доцимологията се основава на няколко основни принципа:
НадеждностОсигуряване на последователност и възпроизводимост на резултатите от оценката в различни контексти и популации.
ВалидностОценка дали даден тест измерва това, което е предназначен да измери.
СправедливостИдентифициране и смекчаване на предразсъдъци, които могат да поставят в неравностойно положение специфични групи въз основа на раса, пол, социално-икономически статус или език.
Анализ на въздействиетоОценка на по-широките последици от системите за тестване върху индивидите и обществото.